# Чортківський Вісник
Чортківський Вісник — міська газета міста Чорткова, тижневик. Реєстраційний номер ТР 434-34. Заснована в грудні 2007.

## Відомості
У 1990-х роках засновано газету під назвою «Досвітні Вогні», яку в грудні 2007 року перейменували на «Чортківський Вісник».
Основне інформаційне тло видання — висвітлення подій, що відбуваються в місті, аналітичні статті, публікації розважального характеру, корисні та цікаві поради, що можуть знадобитись у побуті.
2 листопада 2018 року вийшов останній випуск газети.

## Рубрики газети
- «Місто»
- «Соціум»
- «Офіційно»
- «На часі»
- «Актуально»
- «Події»
- «Культура»
- «Дозвілля»
- «Історія»
- «Здоров'я»
- «Життя»
- «Нароздріб»

## Редактори
| Прізвище, ім'я    | Роки                 | Фото |
| Оксана Солодка    | [ 2 ]                |      |
| Г.Остапенко       | [ 2 ]                |      |
| Богдан Присяжний  | 2005—2006            |      |
| Михайло Опиханий  | 2006—2007; 2007—2010 |      |
| Ілона Гикавчук    | 2010—2012            |      |
| Ірина Брунда      | 2013—2016            |      |
| Мар'яна Полянська | від 2016             |      |